# Домбрувка-Туховська
Домбрувка-Туховська (пол. Dąbrówka Tuchowska) — село в Польщі, у гміні Тухув Тарновського повіту Малопольського воєводства.
Населення — 837 осіб (2011).
У 1975-1998 роках село належало до Тарновського воєводства.

## Демографія
Демографічна структура станом на 31 березня 2011 року:
|          | Загалом | Допрацездатний вік | Працездатний вік | Постпрацездатний вік |
| -------- | ------- | ------------------ | ---------------- | -------------------- |
| Чоловіки | 406     | 94                 | 267              | 45                   |
| Жінки    | 431     | 106                | 229              | 96                   |
| Разом    | 837     | 200                | 496              | 141                  |